# Jason Shackell
Jason Philip Shackell (ur. 27 września 1983 w Stevenage, Anglia) – piłkarz występujący na pozycji obrońcy w Derby County.